# Sphaerocoryne agassizii
Sphaerocoryne agassizii är en nässeldjursart som först beskrevs av Edward McCrady 1859.  Sphaerocoryne agassizii ingår i släktet Sphaerocoryne och familjen Sphaerocorynidae. Inga underarter finns listade i Catalogue of Life.